# Washingtonavtalet
För andra betydelser, se Washingtonavtalet (olika betydelser).
Washingtonavtalet (engelska: Washington Agreement) var ett avtal om eldupphör mellan de stridande Kroatiska republiken Herceg-Bosna och Republiken Bosnien och Hercegovina som undertecknades i Washington den 18 mars 1994 och i Wien. Det undertecknades av Bosniens premiärministern Haris Silajdžić, Kroatiens utrikesminister Mate Granić och presidenten i Herceg-Bosna Krešimir Zubak. Enligt avtalet skulle det sammanlagda territoriet som hölls av kroatiska och bosniska regeringsstyrkor delas i tio autonoma kantoner och skapa Federationen Bosnien och Hercegovina. De kantonala systemet valdes för att undvika dominans av en etnisk grupp framför en annan.